# Cuencas costeras entre los ríos Quilimarí y Petorca
Cuencas costeras entre los ríos Quilimarí y Petorca es el nombre dado al ítem 050 del inventario de cuencas de Chile (BNA) que reúne varias cuencas exorreicas que nacen en las zonas costeras de los valles transversales ubicados entre esos ríos y que desembocan tras corto: 13  trayecto en el océano Pacífico. Cubren en total un área de 333 km².: 243 
El nuevo Inventario de cuencas de Chile (DARH) le asigna el código 0500 y lo parcela en tres subcuencas.

El ítem 050 no tiene subdivisiones.

## Límites y relieve

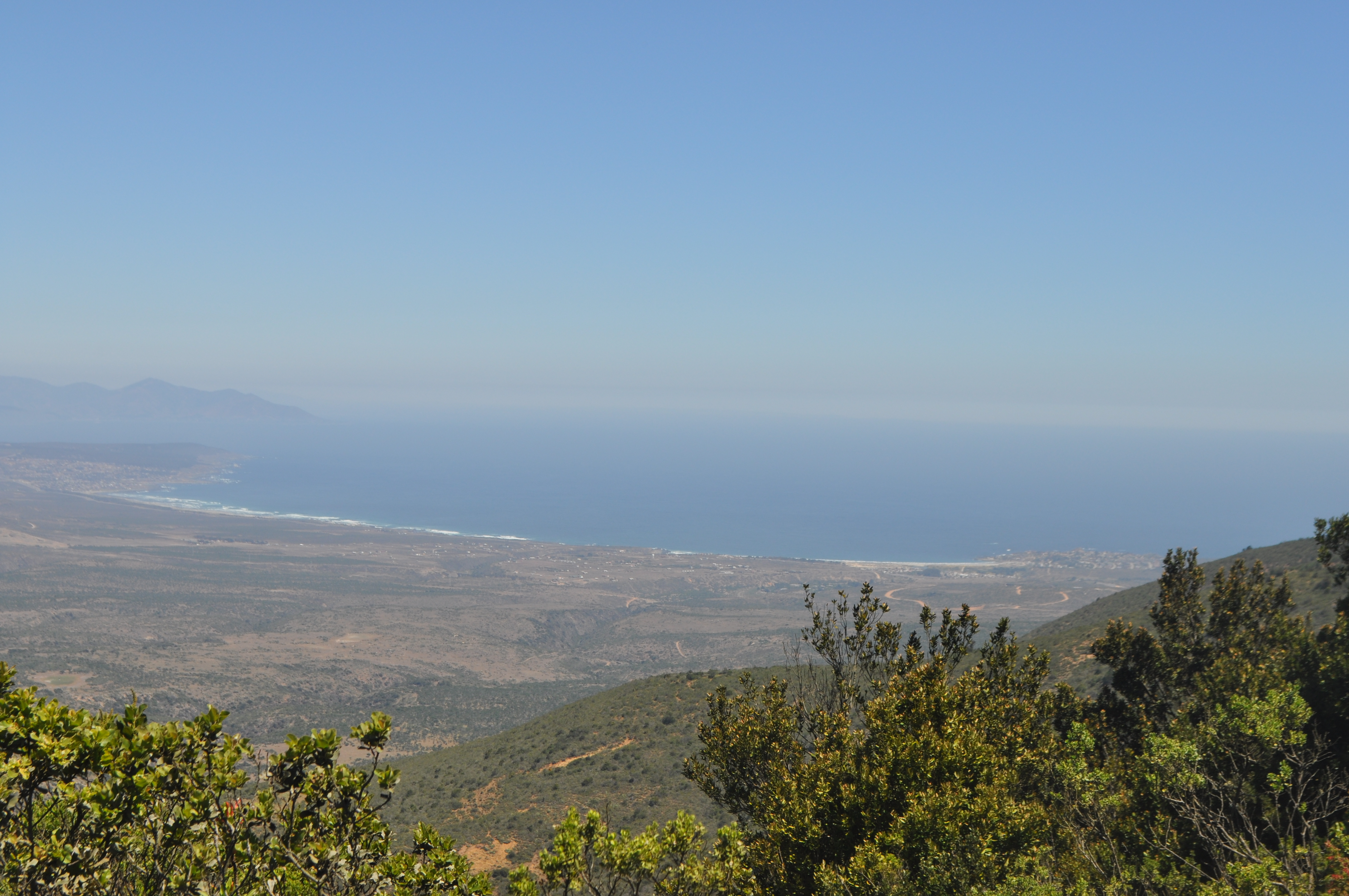
Vista desde el cerro Santa Inés hacia el suroeste, es decir, la cuenca de la quebrada de Los Coiles. Se aprecian las planicies litorales, las laderas del cerro Santa Inés que es parte de los cordones transversales y los valles de los cauces que drenan las escasas lluvias de la zona. También las partes habitadas tanto en la costa como en los valles.

El ítem 050 está ubicado al noroeste de la Región de Valparaíso, entre los paralelos 32°09’S y 32°22’S y limita al norte con la cuenca del río Quilimarí y al sur a y al este, en una diagonal, con la cuenca del río Petorca.: 242  La divisoria de aguas con la cuenca del río Quilimarí es a su vez el límite entre las regiones de Coquimbo y Valparaíso.
Un informe sobre la catástrofe ocurrida el 3 de junio de 2002 en la zona explicita las tres formas que se encuentran en las cuencas:: 2 
- Las estribaciones occidentales de los valles transversales que descienden desde la cordillera de Los Andes con cumbres como el cerro El Fraile (659 msnm) y el morro Colorado (595 msnm);
- Una terraza de abrasión-depositación relacionada con el nivel del mar, denominada planicies litorales;
- Valles de fondo casi plano con incisiones en la terraza anterior y que son el desagüe del drenaje que proviene del interior.

## Población
Las cuencas están enmarcadas entre la Provincia de Choapa de la Región de Coquimbo y la Provincia de Petorca de la Región de Valparaíso, en las comunas de Los Vilos y La Ligua respectivamente. Sin embargo, el 99,003% de la superficie, esto es 32.9312 hectáreas del ítem 050 están en la comuna de La Ligua. Los poblados más conocidos son Los Molles, La Ballena y Pichicuy.

## Subdivisiones
El ítem 050 del inventario BNA no tiene subdivisiones:
| Cuenca                                                           | Subcuenca | Subsubcuenca | Aguas                                                     | Área drenaje km² | Observaciones |
| ---------------------------------------------------------------- | --------- | ------------ | --------------------------------------------------------- | ---------------- | ------------- |
| 050 Cuencas costeras entre ríos Quilimarí y Petorca (050) (mapa) |           |              |                                                           |                  |               |
| 050                                                              | 0500      | 05000        | Costeras entre Ríos Quilimari y Petorca                   | 333              |               |
| total:                                                           | 1         | 1            | Región: V (100%) / Tipo: Exorreica / Desemb.: O. Pacífico | 333              |               |

El inventario DARH es un tanto más explicativo:
| Código | Nombre                                             | Código en mapa                                     | Tipología de cuenca                                | Vertiente de cuenca                                | Origen de cuenca                                   | Temperatura media anual (C°)                       | Temperatura máxima (C°)                            | Temperatura mínima (C°)                            | Precipitación anual (mm)                           | Número de estaciones fluviométricas                | Número de estaciones pluviométricas                | Área (km²)                                         |
| ------ | -------------------------------------------------- | -------------------------------------------------- | -------------------------------------------------- | -------------------------------------------------- | -------------------------------------------------- | -------------------------------------------------- | -------------------------------------------------- | -------------------------------------------------- | -------------------------------------------------- | -------------------------------------------------- | -------------------------------------------------- | -------------------------------------------------- |
| 0500   | Cuencas Costeras entre Río Quilimarí y Río Petorca | Cuencas Costeras entre Río Quilimarí y Río Petorca | Cuencas Costeras entre Río Quilimarí y Río Petorca | Cuencas Costeras entre Río Quilimarí y Río Petorca | Cuencas Costeras entre Río Quilimarí y Río Petorca | Cuencas Costeras entre Río Quilimarí y Río Petorca | Cuencas Costeras entre Río Quilimarí y Río Petorca | Cuencas Costeras entre Río Quilimarí y Río Petorca | Cuencas Costeras entre Río Quilimarí y Río Petorca | Cuencas Costeras entre Río Quilimarí y Río Petorca | Cuencas Costeras entre Río Quilimarí y Río Petorca | Cuencas Costeras entre Río Quilimarí y Río Petorca |
| 050000 | Estero Los Molles                                  | 0                                                  | Exorreica                                          | Pacífico                                           | Pluvial                                            | 15.7                                               | 26.2                                               | 6.7                                                | 288.0                                              | 0                                                  | 1                                                  | 103.4                                              |
| 050001 | Estero El Pangal                                   | 0                                                  | Exorreica                                          | Pacífico                                           | Pluvial                                            | 15.8                                               | 26.4                                               | 6.7                                                | 298.1                                              | 0                                                  | 0                                                  | 49.6                                               |
| 050002 | Estero Guaquén                                     | 0                                                  | Exorreica                                          | Pacífico                                           | Pluvial                                            | 15.9                                               | 26.8                                               | 6.6                                                | 296.8                                              | 0                                                  | 0                                                  | 178.3                                              |

## Hidrología

### Red hidrográfica
Los cuerpos de agua considerados en esta categoría son:

### Caudales y régimen
Los caudales son intermitentes y el régimen pluvial.

## Humedales
- Humedal Estuario Los Molles
- Humedal Embalse sector Quebrada Los Coiles[6]
- Humedal de Pichicuy

### Glaciares
El inventario público de glaciares de Chile 2022 no consigna glaciares para el ítem 050.

## Clima

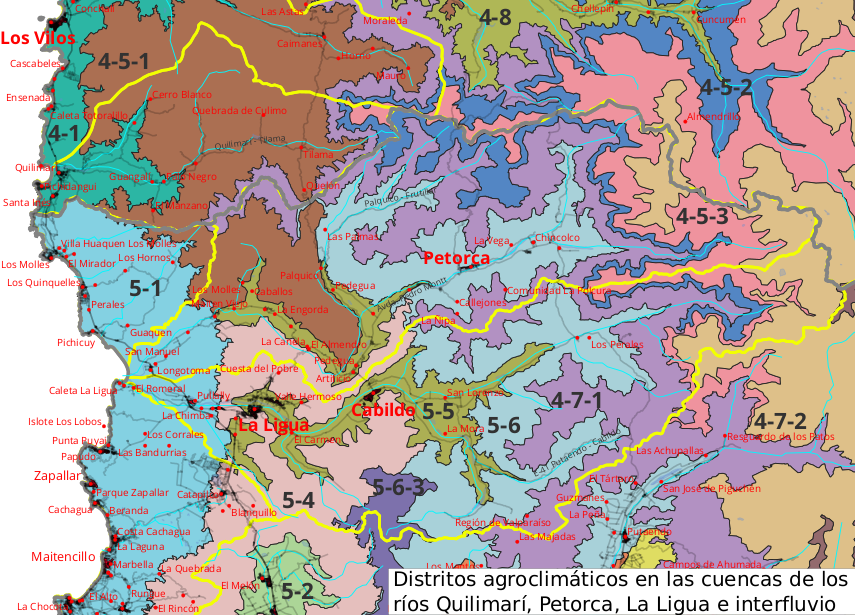
Distritos agroclimáticos en el ítem 050.

El Atlas agroclimático de Chile distingue casi solo 2 distritos en las cuencas de marras.
- 5-1 Templado cálido supratermal con régimen de humedad semiárido (Csb2Sa) en una altitud media aproximada de 80 msnm con un área aproximada de 2.031 km². La temperatura oscila entre un máximo de enero de 23,6 °C (máx de 26 °C y mín de 20,5 °C dentro del distrito) y un mínimo de julio de 7,4 °C (máx de 8,7 °C y mín de 6,6 °C dentro del distrito). Tiene un promedio de 345 días consecutivos libres de heladas. En el año se registra un promedio de 0 heladas. El período de temperaturas favorables a la actividad vegetativa dura 12 meses. Registra anualmente 1.502 días grado y 129 horas de frío acumuladas hasta el 31 de Julio. La precipitación media anual es de 374 mm y un período seco de 8 meses, con un déficit hídrico de 900 mm/año. El período húmedo dura 3 meses durante los cuales se produce un excedente hídrico de 69 mm.
- 4-5-1 Estepa con influencia marina con régimen de humedad árido (BSnAr). en una altitud media aproximada de 800 msnm con un área aproximada de 2.499 km². La temperatura oscila entre un máximo de enero de 27,1 °C (máx de 30 °C y mín de 24,3 °C dentro del distrito) y un mínimo de julio de 6,9 °C (máx de 8,9 °C y mín de 5,1 °C dentro del distrito). Tiene un promedio de 345 días consecutivos libres de heladas. En el año se registra un promedio de 1 helada. El período de temperaturas favorables a la actividad vegetativa dura 12 meses. Registra anualmente 1.948 días grado y 141 horas de frío acumuladas hasta el 31 de Julio. La precipitación media anual es de 240 mm y un período seco de 10 meses, con un déficit hídrico de 1.216 mm/año. El período húmedo dura 0 meses durante los cuales se produce un excedente hídrico de 0 mm.

Marginalmente también están presentes los distritos 4-7-1 y 5-1.

## Áreas bajo protección oficial y conservación de la biodiversidad
El Sistema de información y monitoreo de biodiversidad del Ministerio del Medio Ambiente consigna en su página varios sitios protegidos en el ítem 050:
- Cerro Santa Inés
- Humedal Salinas de Pullally y Dunas de Longotoma
- Sitio Prioritario (Ley 19.300 art. 11, letra d) "Cerro Santa Inés y Costa de Pichidangui"
- Sitio Prioritario (Ley 19.300 art. 11, letra d) "Los Molles - Pichidangui"